# George Abraham Grierson

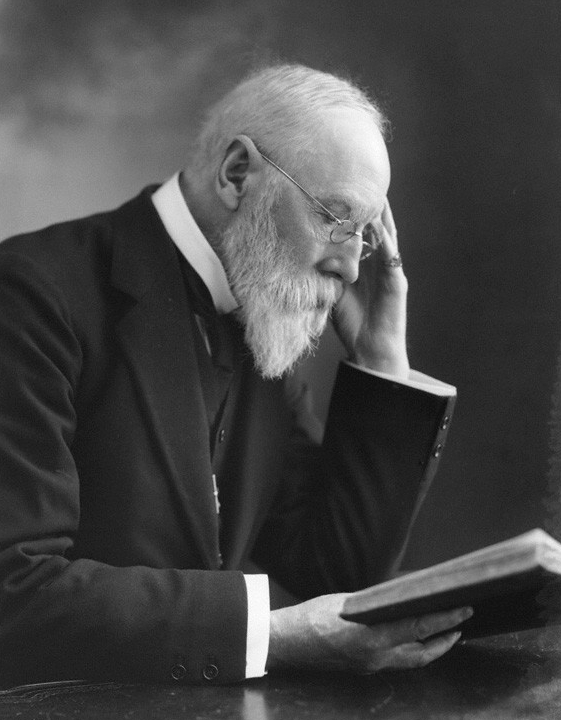
Sir George Abraham Grierson, 1920

Sir George Abraham Grierson (* 7. Januar 1851, Glenageary, Irland; † 9. März 1941, Camberley, Vereinigtes Königreich) war ein britischer Orientalist und Linguist.

## Biographie
Grierson wurde in eine etablierte Druckerfamilie Dublins hineingeboren. Er besuchte die St. Bees School in Cumberland sowie das Trinity College in Dublin. Grierson studierte Philosophie, Rechtswissenschaften und Literaturwissenschaften und promovierte in jeder der Fachrichtungen.
1871 trat er in den Indian Civil Service ein. 1873 übernahm er politische Aufgaben in Bengalen und wurde später Magistrat in Patna, später auch Opium Agent für Bihar. 1898 wurde er zum Superintendenten des neu etablierten Linguistic Survey of India ernannt und zog 1900 nach England, um dort europäische Gelehrte und Bibliotheken konsultieren zu können.
Grierson erlangte aufgrund seiner linguistischen Untersuchungen und Publikation zu den Sprachen Südasiens einen hohen Bekanntheitsgrad.
1905 setzte sich Grierson auf einem Treffen der Royal Asiatic Society mit Erfolg für die Etablierung einer Fakultät für Orientalische Sprachen, Geschichte und Archäologie an der University of London ein, nachdem ein vorheriger Versuch im Jahre 1898 durch die Society gescheitert war. Am 13. November 1905 wurde von der Universität eine Resolution verabschiedet, welche die Etablierung der School of Oriental Studies empfahl. Grierson war von 1917 bis 1925 Governor der Schule. 1906 wurde er zum korrespondierenden Mitglied der Göttinger Akademie der Wissenschaften gewählt. 1917 wurde er Mitglied (Fellow) der British Academy.
Grierson publizierte 1933 das letzte Mal. Seine Frau überlebte ihn nach 61-jähriger gemeinsamer Zeit (seit 1880) noch fast zwei Jahre. Sie verstarb am 19. Februar 1943.

## Auszeichnungen
Grierson wurde 1928 in den britischen Order of Merit berufen. Weiterhin wurde Grierson 1894 als Companion in den Order of the Indian Empire aufgenommen und 1912 durch Ritterschlag zum Knight Commander des Order of the Indian Empire geadelt.

## Publikationen
- George Abraham Grierson: Seven Grammars of the Dialects and Subdialects of the Bihari Language. 3 Bände. 1883–87, Kalpaz Publications, Delhi 2005 (Reprint). ISBN 81-7835-451-9
- George Abraham Grierson: Bihar Peasant Life. Being a Discursive Catalogue of the Surroundings of the People of That Province, With Many Illustrations From Photographs Taken By the Author. Prepared Under Orders of the Government of Bengal. Trübner & Co., London 1885, Cosmo, New Delhi 1998 (Reprint). ISBN 81-7020-185-3
- George Abraham Grierson: Linguistic Survey of India. 11 Bände. Superintendent of Government Print, Calcutta 1908–1928, Delhi, Low Price Publ. 2005 (Reprint). ISBN 81-7536-361-4
- George Abraham Grierson, Mukundarama Shastri: A Dictionary of the Kashmiri Language. Asiatic Society of Bengal, Calcutta 1918.
- George Abraham Grierson, Lionel D. Barnett: Lalla-Vakyani or the Wise Sayings of Lal Ded. Royal Asiatic Society, London 1920.